# 親衛隊上級突擊隊領袖

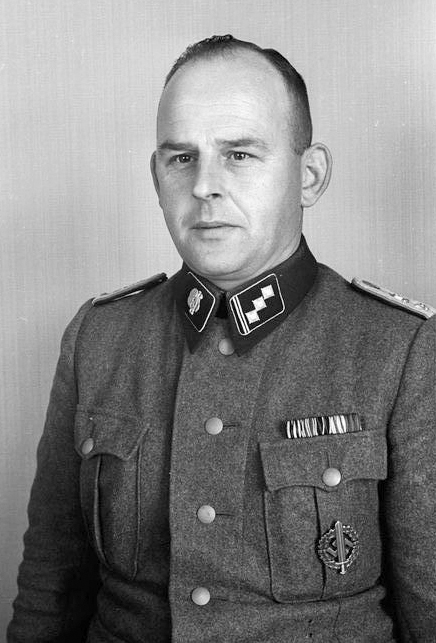
在毛特豪森－古森集中營中任職的一位親衛隊上級突擊隊領袖。

親衛隊上級突擊隊領袖（德語：Obersturmführer）是納粹德國準軍事組織「親衛隊」中的一個階級，其職等相當於德意志國防軍中尉（德語稱為「Oberleutnant」）。本階級於1932年正式成為親衛隊階級的一部分。
值得注意的是，「上級突擊隊領袖」這個階級同樣存在於納粹黨準軍事組織「衝鋒隊」中，獲授此階級者通常是負責管理50至100人規模的資淺連隊指揮官；而在親衛隊的編制中，此階級的軍官則會擔當如蓋世太保官員、集中營監察與武裝親衛隊下級指揮官等更加多樣化的職務。
上級突擊隊領袖以三個銀色方形與一條銀色橫紋組成的黑底襟章作為識別標記；其上位階級為親衛隊高級突擊隊領袖，下位階級則為親衛隊下級突擊隊領袖。

## 標記

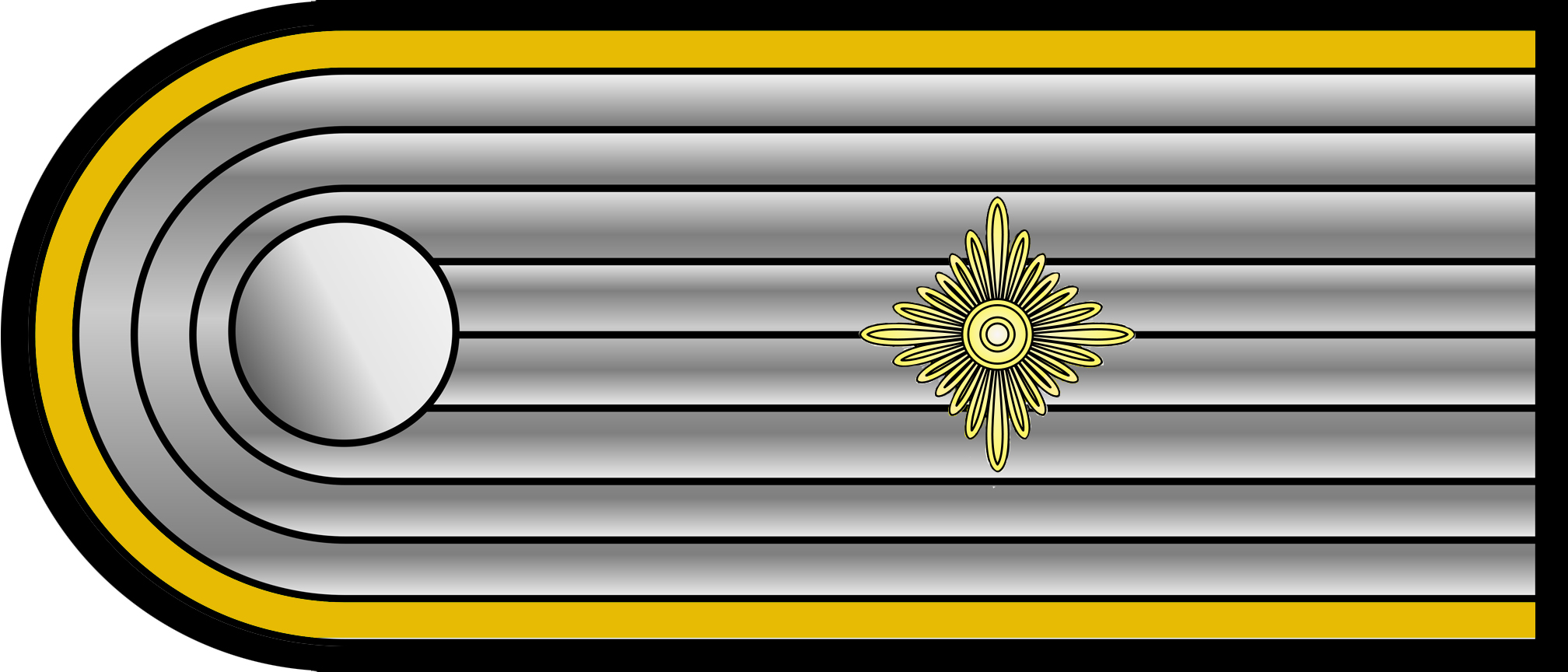
肩章
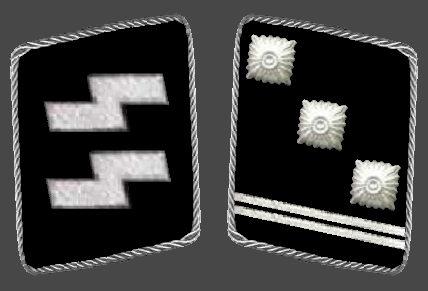
襟章
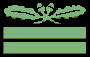
袖章

## 引用
1. ↑  McNab (II) 2009，第15頁.
2. ↑  Stein 1984，第297頁.
3. ↑  McNab 2009，第29, 30頁.
4. 1 2  Flaherty 2004，第148頁.

## 圖書
- Flaherty, T. H. . Time-Life Books, Inc. 2004 [1988]. ISBN 1 84447 073 3.
- McNab, Chris. . Amber Books Ltd. 2009. ISBN 978-1-906626-49-5.
- McNab (II), Chris. . Amber Books Ltd. 2009. ISBN 978-1-906626-51-8.
- Stein, George. . Cornell University Press. 1984 [1966]. ISBN 0-8014-9275-0.